# Jakovany
Jakovany este o comună slovacă, aflată în districtul Sabinov din regiunea Prešov. Localitatea se află la altitudinea de 507 m deasupra n.m., se întinde pe o suprafață de 4,88 km2 și în 2017 număra 344 de locuitori.

## Istoric
Localitatea Jakovany este atestată documentar din 1314.

## Demografie
| An:                | 1994 | 2004   | 2014   | 2024   |
| ------------------ | ---- | ------ | ------ | ------ |
| Număr de persoane: | 370  | 355    | 351    | 349    |
| Diferență:         |      | −4,05% | −1,12% | −0,56% |

| An:                | 2023 | 2024   |
| ------------------ | ---- | ------ |
| Număr de persoane: | 353  | 349    |
| Diferență:         |      | −1,13% |